# 가우룽 공중 부두

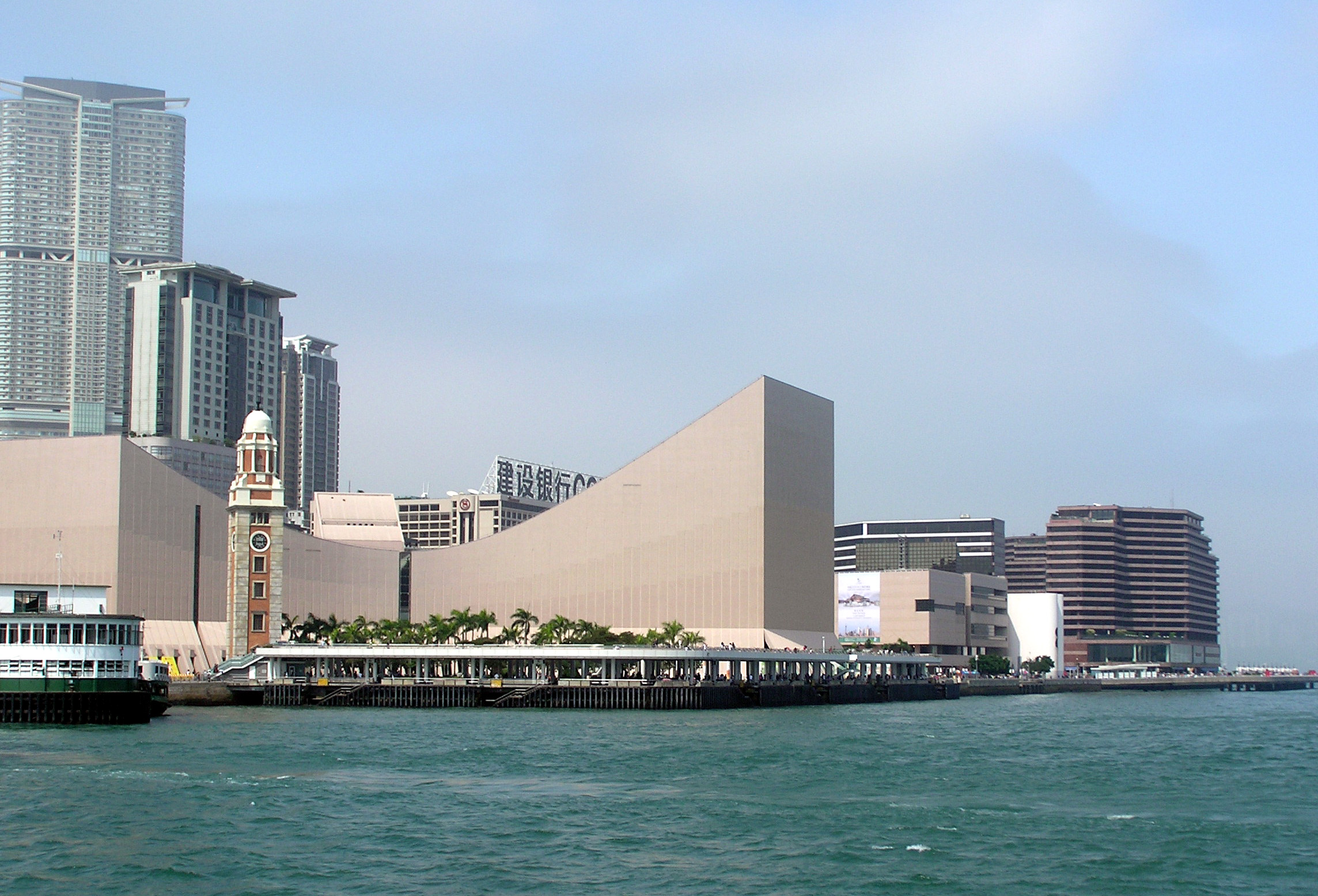
가우룽 공중 부두의 모습. 왼편의 백녹색 부두는 짐사저이 페리 부두이다.

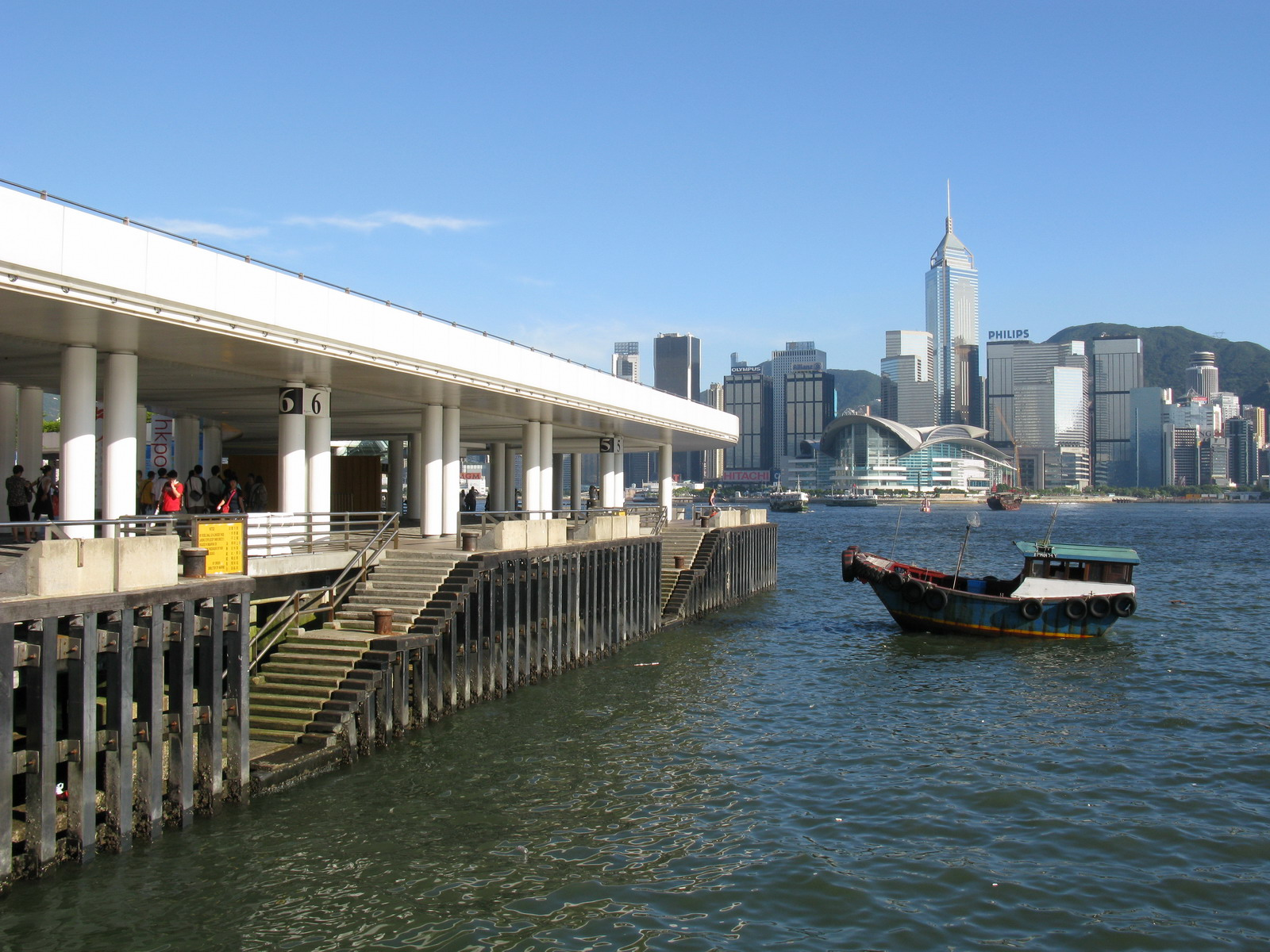
가우룽 공중 부두의 서쪽 부분

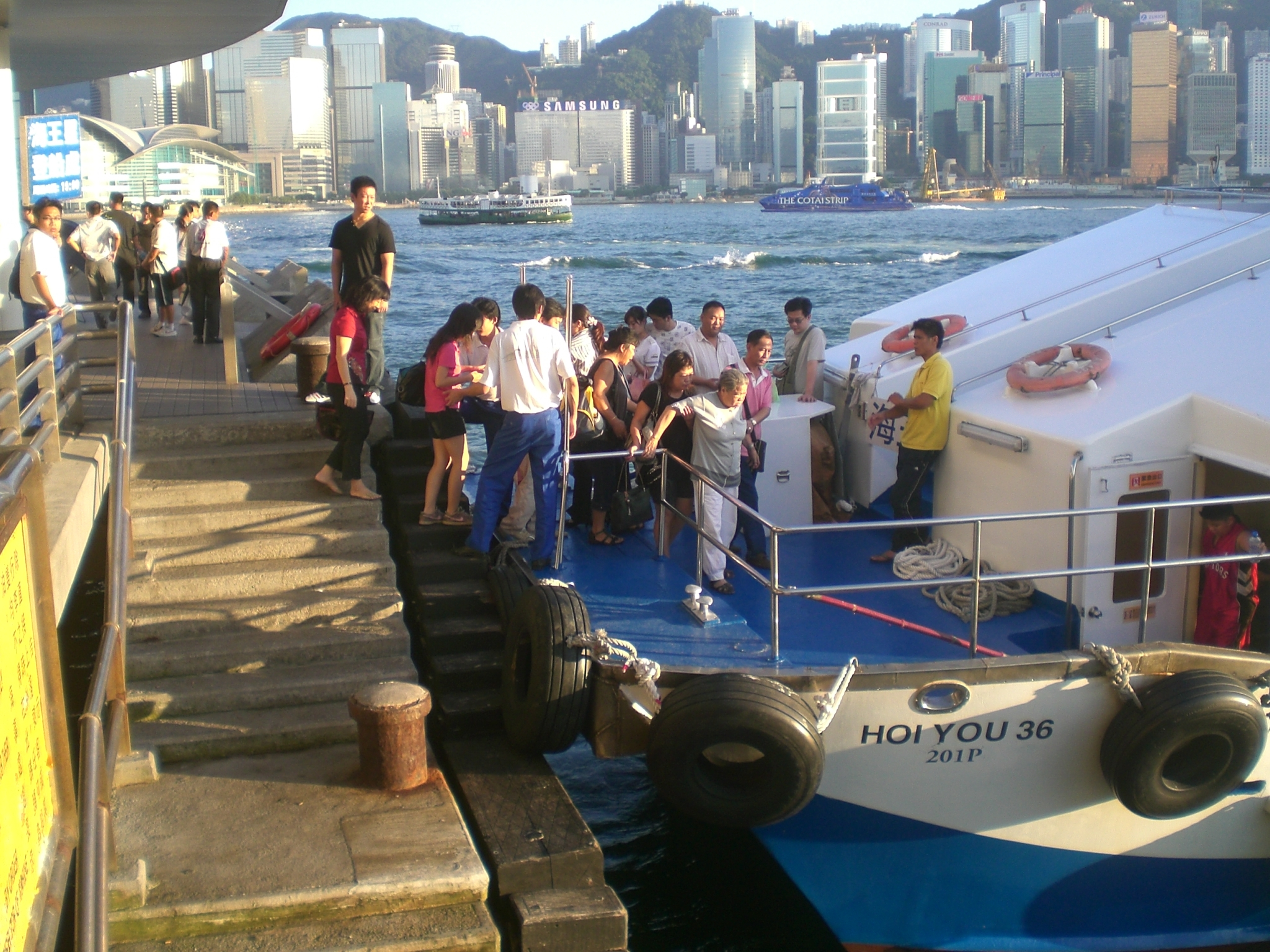
부두에서 보트를 타는 승객들

가우룽 공중 부두(광둥어: 九龍公眾碼頭, Kowloon Public Pier) 또는 짐사저이 공중 부두(광둥어: 尖沙咀公眾碼頭, Tsim Sha Tsui Public Pier)는 홍콩 가우룽 짐사저이에 위치한 공공 돌제부두이다. 홍콩 문화센터와 빅토리아 항이 바로 맞닿아 있으며 어떤 보트이든 이곳에서 자유롭게 탈 수 있다.
짐사저이 종루에서는 남쪽, 홍콩 문화센터에서는 남서쪽 방향에 자리해 있다. 부두를 기준으로 짐사저이 페리 부두는 북서쪽에 있다.

## 역사
가우룽 공중 부두는 가우룽 KCR역 외부에 위치한 공공 부두였다. 홍콩 해저터널과 스타 페리가 영업에 들어가기 전까지 홍콩섬의 거주민들은 와라와라를 타고 부두에 도착한 다음, 짐사저이 KCR역에서 기차를 갈아타고 산가이와 중국 본토로 이동했다.

## 올림픽 성화 봉송
가우룽 공중 부두는 1964년 도쿄 올림픽과 2008년 베이징 올림픽 기간에 홍콩 내 올림픽 성화 봉송 행사가 있었던 중간 거류지이기도 했다.

## 교통 및 관광

### 운행
- 짐사저이 ↔ 라마섬 둑쿠완 틴훙 해산물 주점 (天虹海鮮酒家)
- 정크선 압링호 (鴨靈號, Duk Ling) 해상 유람
- 정크선 쩡보우지호 (張保仔號, Aqua Luna) 해상 유람

### 부근 관광지
- 짐사저이 종루
- 홍콩 우주 박물관
- 홍콩 문화 센터
- 홍콩 예술관